# نيكولا بيكر
نيكولا بيكر (بالألمانية: Nicolas Becker)‏ هو محامي ألماني، ولد في 1946.